# Cornucopina producta
Cornucopina producta is een mosdiertjessoort uit de familie van de Bugulidae. De wetenschappelijke naam van de soort is voor het eerst geldig gepubliceerd in 1881 door MacGillivray.